# Glatki endoplazmatski retikulum
Glatki endoplazmatski retikulum je vrsta endoplazmatske mrežice. Nema ribosome na svojoj površini, sudjeluje u sintezi lipida, razgrađuje otrove i pod utjecajem sunca može kolesterol pretvoriti u vitamin D. Na njegovoj površini nisu ribosomi, nego je mjesto gdje se odvijaju spomenute metaboličke reakcije.
Glatki endoplazmatski retikulum predstavlja nastavak hrapavog ER. Fosfolipid koji se sintetizira u glatkom ER odlazi u postojeću membranu. Smještanjem u nju formira se transportni mjehurić koji odlazi do onog dijela stanice gdje je potreban. Mjehurić se ugradi u membranu i na taj ju način proširuje. 
Glatki ER je vrlo razvijen kod stanica koje proizvode mnogo masnih kiselina, ulja i mirisnih spojeva.